# Haplochytis crocochalca
Haplochytis crocochalca là một loài bướm đêm trong họ Crambidae.